# Герой Труда (Вьетнам)
Герой Труда (вьет. Anh hùng lao động) — одно из высших званий Социалистической Республики Вьетнам.

## Описание
Присуждается лицам, совершившим исключительно выдающиеся достижения в труде и стремлении хорошего выполнения поставленных задач для целей процветающего народа, для построения сильной страны, справедливого, демократического и цивилизованного общества, лояльным Социалистической Республике Вьетнам, обладающим революционными достоинствами и качествами; коллективам, продемонстрировавшим исключительно выдающиеся достижения в труде и стремлении хорошего выполнения поставленных задач для целей процветающего народа, прочной страны и справедливого, демократического и цивилизованного общества, поддержании внутреннего единства, с партией и массовыми организациями.
Высшее звание, присуждаемое вместе с «Золотой Звездой Героя Труда», было учреждено в 1970 году. Но фактически с 1952 года во Вьетнаме уже существовала награда под таким же названием

## Награждённые
Среди удостоенных этого звания:
- Юрий Гагарин (1962)[2][3], первый космонавт СССР,
- Валентина Терешкова (1971)[4], первая в мире женщина-космонавт
- Л. И. Брежнев (1982), Генеральный секретарь ЦК КПСС
- Фам Туан[источник не указан 2722 дня], первый космонавт Вьетнама.

## Города-герои и провинции-герои
Кроме звания «Герой Труда» во Вьетнаме также существуют звания «Город-герой» (вьет. Thành phố anh hùng) и «Провинция-герой» (вьет. Tỉnh anh hùng). Городам и провинциям, удостоенным этого звания, вручается Золотая Звезда Героя Труда.